# Xiahe
Xiahe léase Siá-Jo (en tibetano: བསང་ཆུ་, Transliteración Wylie: bsang chu , en chino:夏河县, pinyin: XiàhéXiàn) es un condado bajo la administración directa de la prefectura autónoma de Gannan tibetana, provincia de Gansu, República Popular China. Se ubica en las orillas de los ríos Daxia y Zhao. Su área es de 6 674 km² y su población es de 85 mil habitantes.

## Administración
El condado de Xiahe administra 15 pueblos que se dividen en: 1 poblado y 14 villas.
- Poblado Labrang 拉卜楞镇
- Aldea Sangke 桑科乡
- Aldea Jiujia 九甲乡
- Aldea Ganjia 甘加乡
- Aldea Damai 达麦乡
- Aldea Wangge'ertang 王格尔塘乡
- Aldea Madang 麻当乡
- Aldea Qu'ao 曲奥乡
- Aldea Tangga 唐尕昂乡
- Aldea Zhayou 扎油乡
- Aldea Bola 博拉乡
- Aldea Jicang 吉仓乡
- Aldea Amuquhu 阿木去乎乡
- Aldea Yaliji 牙利吉乡
- Aldea Kecai 科才乡

## Historia
Xiahe solía ser parte de la provincia de Qinghai cuando la zona estaba bajo el general Ma Qi (马麒). Fue sitio de batallas sangrientas entre musulmanes y las fuerzas tibetanas.
Desde 1928 se llama Xiahé que hace referencia al río Daxia.

## Geografía
Xiahé se encuentra en la parte sur de la provincia Gansu, a lo largo de la frontera oeste con la provincia Qinghai. Se encuentra a lo largo de los ríos Daxia y Zhao. Se ubica en el extremo noreste de la Meseta Tibetana. La elevación promedio es de 2900 m - 3100 m con la más alta de 4636m y 2160m el más bajo.

## Clima
| Parámetros climáticos promedio de Xiahe (1971−2000) | Parámetros climáticos promedio de Xiahe (1971−2000) | Parámetros climáticos promedio de Xiahe (1971−2000) | Parámetros climáticos promedio de Xiahe (1971−2000) | Parámetros climáticos promedio de Xiahe (1971−2000) | Parámetros climáticos promedio de Xiahe (1971−2000) | Parámetros climáticos promedio de Xiahe (1971−2000) | Parámetros climáticos promedio de Xiahe (1971−2000) | Parámetros climáticos promedio de Xiahe (1971−2000) | Parámetros climáticos promedio de Xiahe (1971−2000) | Parámetros climáticos promedio de Xiahe (1971−2000) | Parámetros climáticos promedio de Xiahe (1971−2000) | Parámetros climáticos promedio de Xiahe (1971−2000) | Parámetros climáticos promedio de Xiahe (1971−2000) |
| Mes                                                 | Ene.                                                | Feb.                                                | Mar.                                                | Abr.                                                | May.                                                | Jun.                                                | Jul.                                                | Ago.                                                | Sep.                                                | Oct.                                                | Nov.                                                | Dic.                                                | Anual                                               |
| --------------------------------------------------- | --------------------------------------------------- | --------------------------------------------------- | --------------------------------------------------- | --------------------------------------------------- | --------------------------------------------------- | --------------------------------------------------- | --------------------------------------------------- | --------------------------------------------------- | --------------------------------------------------- | --------------------------------------------------- | --------------------------------------------------- | --------------------------------------------------- | --------------------------------------------------- |
| Temp. máx. media (°C)                               | 1.1                                                 | 3.2                                                 | 7.1                                                 | 11.8                                                | 15.1                                                | 17.5                                                | 19.8                                                | 19.6                                                | 15.4                                                | 10.9                                                | 6.5                                                 | 2.9                                                 | 10.9                                                |
| Temp. mín. media (°C)                               | −17.7                                               | −13.9                                               | −7.5                                                | −2.7                                                | 1.5                                                 | 5.0                                                 | 7.2                                                 | 6.6                                                 | 3.6                                                 | −1.7                                                | −9.2                                                | −15.7                                               | -3.7                                                |
| Precipitación total (mm)                            | 3.3                                                 | 6.0                                                 | 18.2                                                | 30.9                                                | 67.1                                                | 79.0                                                | 110.3                                               | 104.7                                               | 66.4                                                | 37.6                                                | 6.3                                                 | 1.7                                                 | 531.5                                               |
| Días de precipitaciones (≥ 1 mm)                    | 4.8                                                 | 5.8                                                 | 11.1                                                | 11.9                                                | 15.9                                                | 18.7                                                | 19.1                                                | 17.8                                                | 16.8                                                | 11.3                                                | 4.2                                                 | 2.9                                                 | 140.3                                               |
| Horas de sol                                        | 205.1                                               | 189.0                                               | 196.0                                               | 206.8                                               | 204.1                                               | 189.3                                               | 204.9                                               | 206.4                                               | 162.3                                               | 180.7                                               | 209.9                                               | 215.5                                               | 2370.0                                              |
| Humedad relativa (%)                                | 49                                                  | 51                                                  | 59                                                  | 62                                                  | 66                                                  | 71                                                  | 75                                                  | 76                                                  | 77                                                  | 73                                                  | 62                                                  | 51                                                  | 64.3                                                |
| Fuente: 中国气象局                                  |                                                     |                                                     |                                                     |                                                     |                                                     |                                                     |                                                     |                                                     |                                                     |                                                     |                                                     |                                                     |                                                     |